# Henry Edward Newton

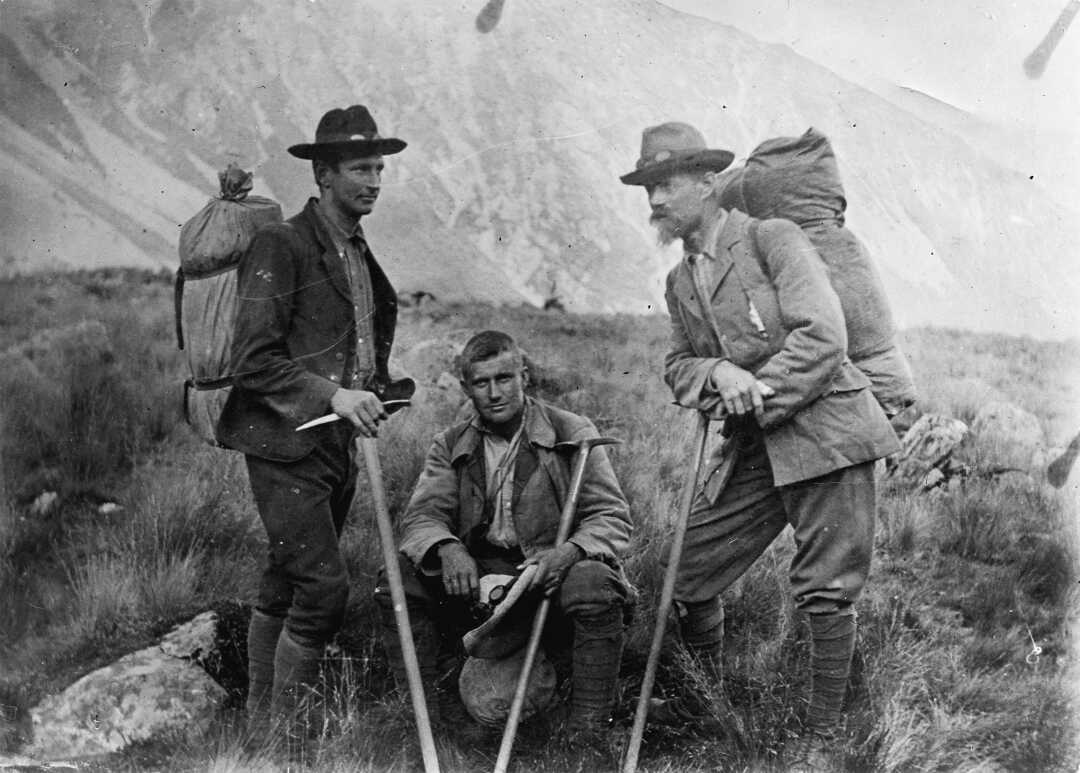
Henry Edward Newton (mittig) zusammen mit Alec Graham (links) und Ebenezer Teichelmann (rechts), 1905

Henry Edward Newton (geboren 1873 in England; gestorben 1961 in ebenda) war ein englischer Geistlicher und Bergsteiger. Er gilt als Pionier des Bergsteigens in Neuseeland.

## Leben
Newton wurde 1861 in England geboren und machte dort am Emmanuel College 1898 seinen Abschluss. Er wurde zu einem anglikanischen Pfarrer und absolvierte die kommenden Jahre ein Vikariat in Clapham, London. 1901 kam er auf Bitten des Bischofs Julius von Christchurch nach Neuseeland, um sich dort als Vikar um die Gemeinde Ross und den Süden des Westland District zu kümmern.
1907 kehrte Newton nach England zurück. Von 1913 bis 1932 war er Vikar in Helmsley, von 1937 bis 1946 Vikar in Millington. Er war von 1923 bis 1946 Kanoniker in York Minster. Seinen Ruhestand ab 1946 verbrachte er in Harrogate.

## Bergsteigen
Seine ersten Erfahrungen sammelte Newton um die Jahrhundertwende in den europäischen Alpen, wo er oftmals ohne Führer unterwegs war. Nach seiner Versetzung nach Neuseeland lernte er dort Ebenezer Teichelmann, Mediziner in Hokitika, kennen, mit dem er ab 1902 die Neuseeländischen Alpen erkundete.
Sie wurden häufiger von den Gebrüdern Graham (Alexander „Alec“ und Peter) begleitet, die anfangs noch von ihnen lernten, sich jedoch zu ihren späteren Führern entwickelten. Zusammen bestiegen sie 1905 als erste Expedition (Newton und Teichelmann mit Peter Graham und R. S. Low, Alec Graham war wegen eines Telegramms unterwegs) nach der Erstbesteigung 1894 sowie der Solobesteigung 1895 durch Matthias Zurbriggen den mit 3724 m höchsten Berg Neuseelands, den Aoraki/Mount Cook. Sie fanden dort jene Flasche, die Zurbriggen zehn Jahre zuvor zurückließ.
Am 24. Januar 1906 starteten Alec Graham, Robert Low, Ebenezer Teichelmann und Newton eine Tour zum unbestiegenen 3078 m hohen Mount La Perouse, den sie am 1. Februar bezwangen. Von dort wandten sie sich dem 3216 m hohen Mount Hicks zu, dessen Erstbesteigung ebenfalls gelang. Teichelmann war hier allerdings wegen Schmerzen nicht dabei.
Die Expedition von 1907 startete mit Alec Graham, Ebenezer Teichelmann und Newton vom Fox-Gletscher aus und führte zunächst zur Erstbesteigung des Mount Halcombe. Vom Explorer-Gletscher aus gelang am nächsten Morgen die Erstbesteigung des 3002 m hohen Glacier Peak, der Versuch auf den 3077 m hohen Douglas Peak wurde auf den nächsten Tag verschoben und gelang nur durch das Ersteigen mehrerer Kamine. Newton selbst bezeichnete die Besteigung als seine anerkennungswerteste (englisch finest climb) seiner gesamten Zeit in Neuseeland. Im Anschluss wandte sich die Gruppe nach Südwesten und erklomm am 4. Februar den 3160 m hohen Torres Peak vom Sattel im Nordwesten her, ebenfalls eine Erstbesteigung. In den nächsten Tagen überquerten sie den Pioneer Pass und gelangten zum Hermitage, wo sie eine Zeit verweilten. Teichelmann verließ die Expedition und reiste beruflich weiter nach Christchurch. Alec und Newton hingegen machten sich an eine erneute Überquerung der Südalpen. Erneut von Nordwesten kommend gelang ihnen die Erstbesteigung der zwei höheren Gipfel des Mount Haast. Von dort folgten sie dem Sattel Marcel Col und bestiegen am selben Tag den 3194 m hohen Lendenfeld Peak. Von einem Versuch am zweithöchsten Berg Neuseelands, dem 3497 m hohen Mount Tasman, sahen sie nach eingehender Betrachtung vom Lendenfeld Peak aus ab, da die Jahreszeit für den entsprechenden Versuch zu weit fortgeschritten schien. Sie stießen weiter nach Norden vor und beendeten die Expedition schließlich mit einem Abstieg über den Franz-Josef-Gletscher.
Nach Newtons Rückkehr nach England wurde er 1907 in den Alpine Club gewählt. Er reiste in den nächsten Jahren in die Alpen und nach Skye. Mehrere von ihm verfasste Texte wurden publiziert, unter anderem im New Zealand Alpine Journal. In der Klettersaison 1934/35 besuchte er im Alter von 61 Jahren erneut Neuseeland, wohnte im Hermitage und bestieg den Eros.
Ihm zu Ehren für die erste Querung vom Fox-Gletscher zum Franz-Josef-Gletscher trägt der 2492 m hohe Pass seinen Namen. Sein Freund Teichelmann benannte den von ihm selbst 1911 erstbestiegenen Mount Newton in seiner Anerkennung.